# Brug 448
Brug 448 is een vaste brug in Watergraafsmeer, Amsterdam-Oost.
De brug is een overspanning van het zuidelijk deel van de ringgracht van het Prins Bernhardpark en gelegen in de Nobelweg. Die weg werd rond 1955 verlengd van de Kamerlingh Onneslaan tot aan de Hugo de Vrieslaan. Een deel van het park werd aan het verkeer opgeofferd. De brug is van beton. In tegenstelling tot brug 447 is het beton onzichtbaar gemaakt door baksteen. De metalen leuningen kennen een strak rechthoekige indeling, doch zijn aan de uiteinden afgebogen. Ze voert over een grote duiker en valt eigenlijk nauwelijks op in het wegdek. Het ontwerp is afkomstig van de Dienst der Publieke Werken.
<<< · 400 · 401 · 402 · 403 · 404 · 405 · 406 · 407 · 408 · 409 · 410 · 411 · 413 · 414 · 415 · 416 · 417 · 418 · 419 · 420 · 421 · 422 · 423 · 424 · 425 · 427 · 429 · 430 · 431 · 432 · 433 · 434 · 435 · 436 · 437 · 438 · 439 · 440 · 441 · 442 · 443 · 444 · 445 · 446 · 447 · 448 · 449 · 450 · 451 · 452 · 453 · 454 · 455 · 456 · 457 · 458 · 459 · 460 · 461 · 462 · 463 · 464 · 465 · 466 · 469 · 470 · 471 · 472 · 473 · 474 · 475 · 476 · 478 · 479 · 480 · 482 · 483 · 485 · 486 · 487 · 488 · 489 · 490 · 491 · 492 · 493 · 494 · 495 · 496 · 497 · 499 · >>>
Brugnummers 412, 426, 428, 467, 468, 477, 481, 484 en 498 zijn niet (meer) vergeven.